# Stazione di Shin-Matsudo
La stazione di Shin-Matsudo (新松戸駅?, Shin-Matsudo-eki) è una stazione ferroviaria di Matsudo, città della prefettura di Chiba e servita dalle linee Jōban locale e Musashino della JR East.

## Linee
JR East
■ Linea Jōban (locale)
■ Linea Musashino

## Struttura
La stazione è dotata di una banchina a isola centrale servente due binari laterali. Fermano solo i treni locali.
| 1 | ■ Linea Jōban (locale) | per Kashiwa, Abiko e Toride                                                                             |
| 2 | ■ Linea Jōban (locale) | per Matsudo, Kita-Senju, Nishi-Nippori e Yoyogi-Uehara                                                  |
| 3 | ■ Linea Musashino      | per Minami-Koshigaya, Minami-Urawa, Musashi-Urawa, Higashi-Tokorozawa, Nishi-Kokubunji e Fuchū-Honmachi |
| 4 | ■ Linea Musashino      | per Nishi-Funabashi, Tokyo e Kaihin-Makuhari                                                            |

## Stazioni adiacenti
| «                    | Servizio             | »                    |
| Linea Jōban - Locale | Linea Jōban - Locale | Linea Jōban - Locale |
| -------------------- | -------------------- | -------------------- |
| Mabashi              | Locale               | Kita-Kogane          |
| Linea Musashino      |                      |                      |
| Minami-Nagareyama    | Locale               | Shin-Yahashira       |